# «Дитяча хвороба лівизни» в комунізмі

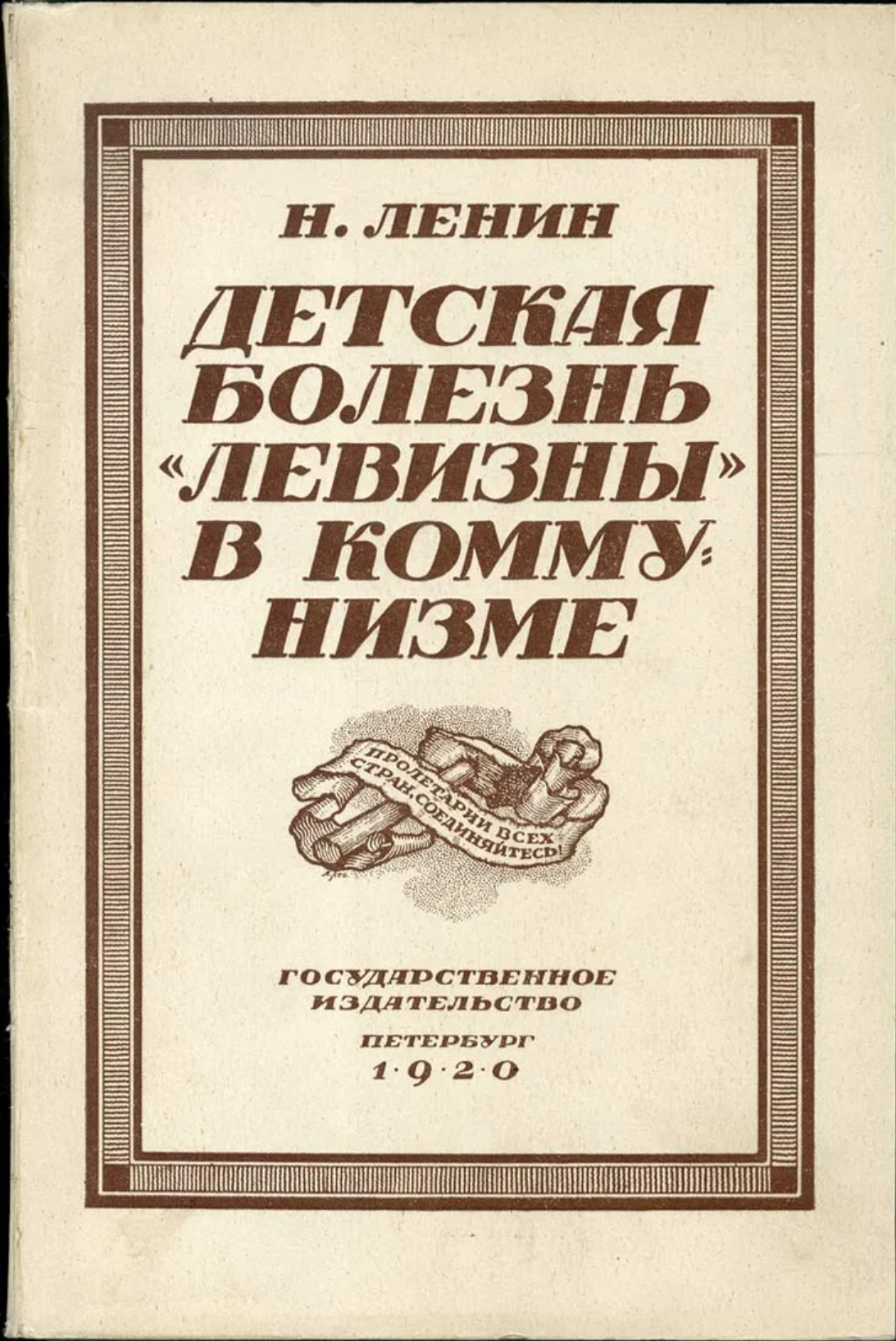
Обкладинка першого видання (1920)

«Дитяча хвороба лівизни» в комунізмі — праця Леніна, що містить різку критику супротивників більшовизму з революційно-соціалістичного табору. Погляди більшості цих противників можна визначити як лівий комунізм. Книга була написана в 1920 році й опублікована російською, німецькою, англійською та французькою мовами.
У рукописі Леніна є підзаголовок: «Досвід популярної розмови про марксистську стратегію та тактику», але він не використовувався в прижиттєвих виданнях книги. Крім того, рукопис включав іронічну посвяту британському прем'єру Ллойд Джорджу: «Присвячую цю брошуру високоповажному містеру Ллойду Джорджу в вияв вдячності за його майже марксистську і принаймні надзвичайно корисну для комуністів і більшовиків усього світу промову».
Книга складається з десяти розділів та додатків.